# GVV Velocitas in het seizoen 1956/57
Het seizoen 1956/1957 was het tweede jaar in het bestaan van de Groninger betaaldvoetbalclub Velocitas. De club kwam uit in de Tweede divisie A en eindigde daarin op de negende plaats. Tevens deed de club mee aan het toernooi om de KNVB beker, hierin werd in de tweede ronde, op basis van uitdoelpunten, verloren van Be Quick (3–3).

## Wedstrijdstatistieken

### Tweede divisie A
|       | Be Quick | Enschedese Boys | Go Ahead | Heerenveen | Heracles | Leeuwarden | Oldenzaal | Oosterparkers | PEC   | Rheden | Tubantia | Veendam | Zwartemeer | Zwolsche Boys |
| ----- | -------- | --------------- | -------- | ---------- | -------- | ---------- | --------- | ------------- | ----- | ------ | -------- | ------- | ---------- | ------------- |
| Thuis | 2 – 1    | 3 – 1           | 4 – 3    | 2 – 2      | 1 – 0    | 1 – 6      | 1 – 2     | 3 – 4         | 5 – 2 | 5 – 2  | 1 – 4    | 1 – 3   | 2 – 0      | 1 – 2         |
| Uit   | 2 – 2    | 4 – 2           | 1 – 3    | 6 – 2      | 7 – 0    | 7 – 2      | 2 – 0     | 2 – 5         | 1 – 2 | 2 – 0  | 0 – 0    | 5 – 1   | 1 – 1      | 6 – 1         |

### KNVB beker
| 1e ronde                                      | WVV                                     | 1 – 2 (0 – 2) | Velocitas                      |
| 18 augustus 1956 Plaats: Winschoten Stadspark | Reinder Koolhof 47'                     |               | –', 45' Bé Kuiper              |
| 2e ronde                                      | Velocitas                               | 3 – 3 (2 – 1) | Be Quick                       |
| 16 september 1956 Plaats: Groningen Stadspark | Evert Drommel Klaas van der Veen –', –' |               | 7', 75' (pen.), 80' Jenne Smit |

## Statistieken Velocitas 1956/1957

### Eindstand Velocitas in de Nederlandse Tweede divisie A 1956 / 1957
| Stand | Gespeeld | Gewonnen | Gelijk | Verloren | Punten | Doelpunten voor | Doelpunten tegen |
| ----- | -------- | -------- | ------ | -------- | ------ | --------------- | ---------------- |
| 9e    | 28       | 10       | 4      | 14       | 24     | 53              | 78               |

### Topscorers
| #      | Naam               | Goal |
| ------ | ------------------ | ---- |
| 1.     | Klaas van der Veen | 18   |
| 2.     | Bé Kuipër          | 13   |
| 3.     | Piet Fransen       | 8    |
| 4.     | Piet Eimers        | 5    |
| 5.     | Evert Drommel      | 2    |
| 5.     | Geert Sannes       | 2    |
| 5.     | Marinus de Vries   | 2    |
| 8.     | Tony Comdeur       | 1    |
| 8.     | Carel Heideveld    | 1    |
| 8.     | Jan Koolman        | 1    |
| Totaal | Totaal             | 53   |

| #      | Naam               | Goal |
| ------ | ------------------ | ---- |
| 1.     | Klaas van der Veen | 2    |
| 1.     | Bé Kuipër          | 2    |
| 3.     | Evert Drommel      | 1    |
| Totaal | Totaal             | 5    |